# Коџа Омерли
Коџа Омерли или Коџамерли (грч. Χερσοτόπι, Херсотопи) је насељено место у општини Пеонија у периферији Средишња Македонија, Грчка. Према попису из 2021. године било је 29 становника.
Према бугарском географу и историчару, Василу Канчову, у Коџа Омерлију је 1900. године живело 260 Словена хришћана. Коџа Омерли је било читлук турског бега Селим-беја. Током Другог балканског рата село је настрадало а његово становништво је избегло при наступању грчке војске. Од избеглих 12 породица се настанило у Секирнику, две у Сушици (околина Струмице) и пет у Бугарској. Сеоско земљиште откупило је неколико велепоседничких породица (Голимали, Така Конаки и Камбури). На попису из 1928. године Коџа Омерли је имао 56 становника.